# 烏丸光榮
烏丸光榮（1689年9月16日—1748年4月11日），是江戶時代中期的公卿、藤原北家日野流的烏丸家當主。

## 生涯
烏丸光榮在元祿二年（1689年）出生，是烏丸宣定的長子，元祿六年（1693年）敘從五位下，歷任侍從、右少辨、藏人、左少辨、左中辨、藏人頭與右大辨，在享保四年（1719年）昇敘正四位上參議，位列公卿。
享保七年（1722年）成為權中納言，兩年後（1724年）昇為權大納言，同時為踏歌節會外弁。享保十九年（1734年）授正二位，及後於延享五年（1748年）逝世，享年58歲。
他曾在延享五年擔任內大臣兩天，是烏丸家歷代當主最高官位，在其極官是大納言的名家當中也十分罕見。
他也是一位和歌歌人，有著作《榮葉和歌集》和《詠歌覺悟》。
| 王位覬覦者      | 王位覬覦者                             | 王位覬覦者      |
| --------------- | -------------------------------------- | --------------- |
| 前任： 烏丸宣定 | 烏丸家當主 1692年4月7日－1748年4月11日 | 繼任： 烏丸光胤 |
| 官衔            |                                        |                 |
| 前任： 二條宗基 | 內大臣 1748年4月4日－1748年4月6日      | 繼任： 二條宗基 |